# Районы Хайфы
Районы Хайфы — 9 административных районов (ивр. רובע‎) города Хайфа, на которые город был разделён в 1970-х годах. Город Хайфа располагается в трёх ярусах: побережье Средиземного моря, середина горы Кармель, вершина горы Кармель. Исторически город начинался снизу, далее развивался средний ярус, со временем приходя в упадок, потом пришёл черёд развития верхнего яруса. Нижний ярус считается самым бедным, верхний— самым дорогим.
По состоянию на 1999 год в Хайфе располагался как самый богатый район в Израиле, так и самый бедный.

Административное деление города. Бледным пунктиром отмечены основные дороги.

В нижнем ярусе расположены Нижний город, Тель-Шикмона и пляжи Хоф Кармель. Все железнодорожные вокзалы Хайфы тоже находятся в нижнем ярусе. В Нижнем городе есть арабские районы Вади Салиб и Вади Ниснас, Немецкая колония, деловой и офисный центр с правительственным кварталом. Приморская полоса Нижнего города занята портом. В нижнем ярусе города, под горой Кармель, на мысе Кармель, раскинулась обширная зона археологических раскопок Тель-Шикмона, над ней, на небольшой высоте, находится пещера Ильи-пророка. Здесь же располагается Музей нелегальной иммиграции и Национальный морской музей. В прибрежной полосе района Хоф Кармель находятся гостиницы, торговые центры и пляжи.
Средняя часть города — Адар — является историческим районом Хайфы. На Адаре расположена мэрия, Большая синагога (на улице Герцля), здание Музея науки и технологии — историческое здание Техниона (1912 год, архитектор А. Бэрвальд), комплекс городского Музея Хайфы, музей художника Мане Каца, «Сад скульптур» на бульваре Сионизма.
В верхнем ярусе, на горе Кармель, расположен главный католический монастырь кармелитов. В наши дни гора застроена городскими кварталами с многочисленными садами и парками, оборудована смотровыми площадками. В районе Центральный Кармель находятся: Ган а-Эм («Сад Матери» с расположенными на его территории Музеем истории древнего мира и зоопарком), Музей японского искусства с «садом камней» в японском стиле. В районе Центральный Кармель расположены престижные жилые районы и гостиницы. Среди них можно выделить обособленный от других квартал Кабабир на вершине Кармель, в котором живут последователи мусульманской секты Ахмадие (или ахмедитов), Технион, университет Хайфы, к кампусу которого примыкает обширный заповедник Ха-Кармель и пригородные друзские деревни Исфия и Далият-эль-Кармель.
Бахайские сады, на территории которых находится главный храм религии Бахаи (усыпальница основателя религии Баба), располагаются на всех трёх уровнях горы Кармель. В сады есть три входа — нижний, средний и верхний. Бахайский храм является одной из главных достопримечательностей Хайфы.

## История возникновения районов Хайфы
С 1750 года Хайфа из рыбацкой деревни начала развитие в бедуинскую столицу Дахр-эль-Омара. Она была обнесена стеной (разрушена в 1860 году) с двумя воротами.
В 1830 году евреи, потерпевшие кораблекрушение, основывают район Хардель Яхуд (с 1909 года район Герцелия). Следующий еврейский район это Адар (1912).
В 1860 году немцы основывают район Немецкая колония.
В 1930-е годы англичане строят хайфский промышленный район.
В 1940-е годы появляется район Кармель.

## Разделение Хайфы по районам
В 1970-х годах Хайфа была разделена на 9 административных районов (ивр. רובע‎).
При этом город делился на три главные части:
- Хайфа восточная
- Хайфа центр
- Хайфа западная.

| Район № | Район                       | Оригинальное название    | Площадь в квадратных километрах | Количество жителей | Плотность населения (количество жителей на квадратный метр) | Процент муниципальной юрисдикции | Процент населения города |
| ------- | --------------------------- | ------------------------ | ------------------------------- | ------------------ | ----------------------------------------------------------- | -------------------------------- | ------------------------ |
| 1       | Кирьят-Хаим - Кирьят-Шмуэль | קריית חיים — קריית שמואל | 5.31                            | 36 680             | 6906                                                        | 6,5 %                            | 13,3 %                   |
| 2       | Хайфский залив (район)      | מפרץ חיפה                | 20.51                           | -                  | -                                                           | 31,8 %                           | -                        |
| 3       | Нижний город                | העיר התחתית              | 1,85                            | 12 100             | 6537                                                        | 3,0 %                            | 4,4 %                    |
| 4       | Западная Хайфа              | מערב חיפה                | 9.33                            | 39 700             | 4259                                                        | 15,1 %                           | 14,3 %                   |
| 5       | Кармель                     | כרמל                     | 7,78                            | 48 780             | 6271                                                        | 12,2 %                           | 17,5 %                   |
| 6       | Адар                        | הדר                      | 2,91                            | 40 080             | 13 771                                                      | 4,4 %                            | 14,4 %                   |
| 7       | Неве Шеанан - Израелия      | נווה שאנן — יזרעאליה     | 3.03                            | 38 030             | 11 688                                                      | 4,7 %                            | 13,6 %                   |
| 8       | Рамот Неве Шеанан           | רמות נווה שאנן           | 3,60                            | 21 490             | 5973                                                        | 5,9 %                            | 7,7 %                    |
| 9       | Рамот Ха-Кармель            | רמות הכרמל               | 11,6                            | 39 800             | 3750                                                        | 16,5 %                           | 14,3 %                   |
| Общий   |                             |                          | 65,92                           | 278 900            | 4320                                                        | 100 %                            | 100 %                    |

В свою очередь районы делятся на микрорайоны (ивр. שכונה‎, шхуна́).

## Кирьят-Хаим—Кирьят-Шмуэль
Район Кирьят-Хаим— Кирьят-Шмуэль относится к агломерации городов Крайот, прилегающих к Хайфе и управляемых муниципалитетом Хайфы (Хайфа восточная). События 1929 года привели к уходу евреев из Нижнего города на Адар и строительству Крайот — пригородов вокруг Хайфского залива (Кирьят-Моцкин, Кирьят-Ям, Кирьят-Бялик, Кирьят-Хаим). Другой причиной строительства Крайот было бурное развитие промышленной зоны рядом с Хайфой.

## Район Хайфского залива
Район Хайфского залива—промышленный район Хайфы с высоким уровнем загрязнения воздуха (Хайфа восточная).
Этот район является самым большим и заранее спланированным. В 1935 году, в Подмандатной Палестине, англичане начали строить хайфскую индустрию, территория между Чек-постом и Крайот занята предприятиями нефтехимической промышленности.
Подрайоны района «Хайфский залив»:

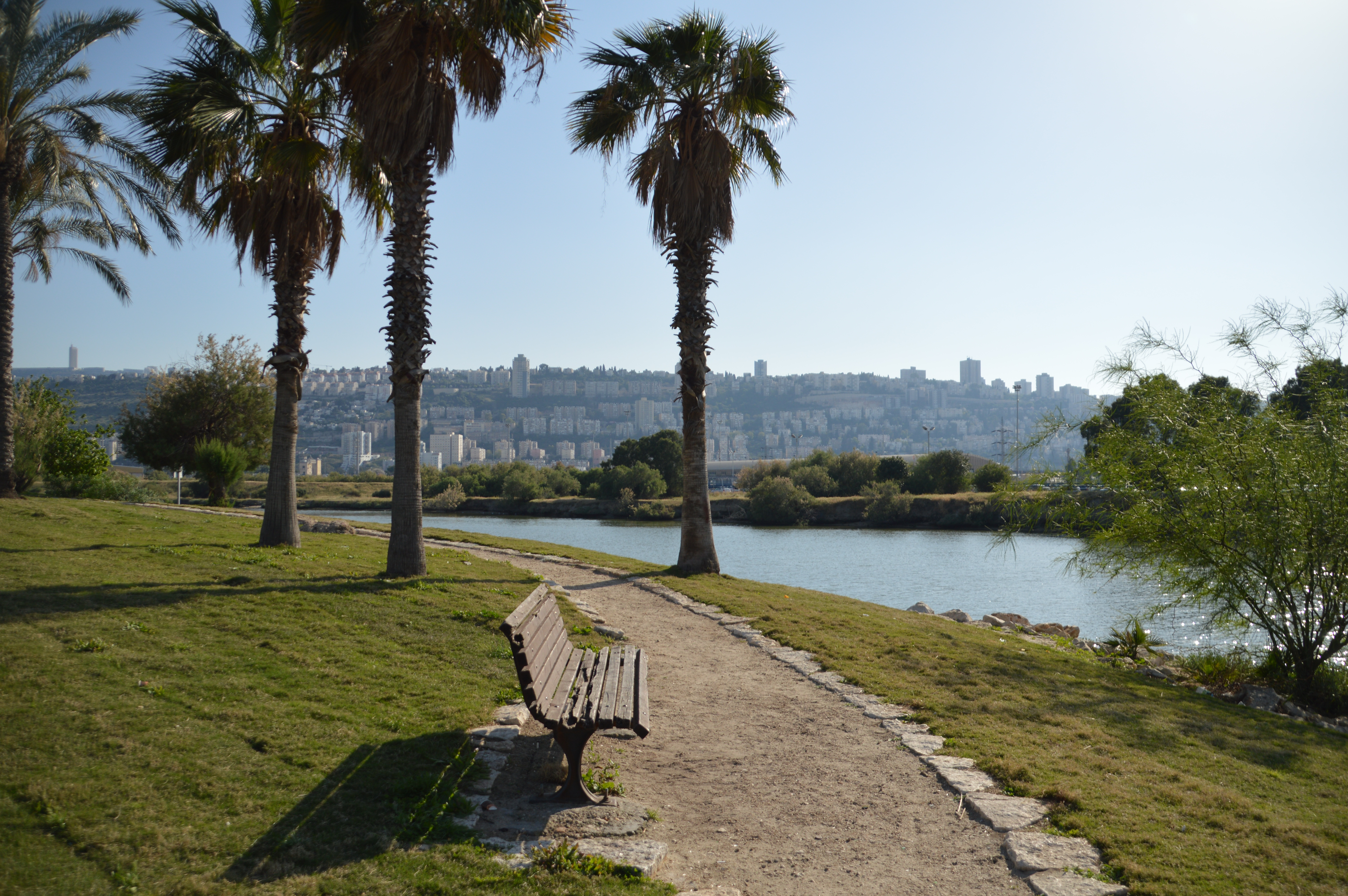
Парк Кишон, Хайфа

- Халуцей ха-таасия (ивр. חלוצי התעשייה‎, «Пионеры промышленности»)
- Лев ха-Мифрац (ивр. לב-המפרץ‎, «Сердце Залива»)
- Намаль Хайфа—Намаль ха-Кишон (ивр.  נמל חיפה - נמל הקישון‎, Порт Хайфа —Порт Кишон")

### Подрайон «Лев ха-Мифрац»
Сердцем подрайона является Торговый центр «Лев ха-Мифрац» (1991 год). Рядом находится одноимённый транспортный узел Лев ха-Мифрац с железнодорожным (построен в 2001 году) и автобусным вокзалом и станцией канатной дороги. Также в этом подрайоне расположены нефтеперерабатывающие заводы BAZAN Group (ранее «Батей Зикук», начало работы в 1944 году), переданные под юрисдикцию хайфского муниципалитета в 2005 году. В 2014 году НПЗ в Хайфе был признан самым загрязняющим предприятием Израиля, однако к 2022 году занял лишь 8 место. В 2020 году обрушилась одна из двух градирен НПЗ, до этого являвшихся одним из символов Хайфы. В 2020 году группой BAZAN были заключены соглашения по стратегии «зелёного водорода» (экологически чистого) с использованием солнечной энергии и без выбросов углекислого газа.

### Подрайон Намаль Хайфа—Намаль ха-Кишон
Микрорайон Хоф Шемен
Микрорайон Хоф-Шемен (ивр. חוף שמן‎) расположен в подрайоне Намаль Хайфа—Намаль ха-Кишон, служит внутренней территорией для порта.
Название микрорайона связано с названием завода (завод Атид, он же завод Шемен) нефтяной промышленности 1930-х годов, и расположенный там музей отображает историю этой отрасли.
На востоке микрорайона располагался древний холм Тель- Абу-Хуам. При проведении спасательных раскопок в 20-х годах XX века, связанных с расширением порта, были найдены следы этого поселения позднего бронзового века.

## Нижний город

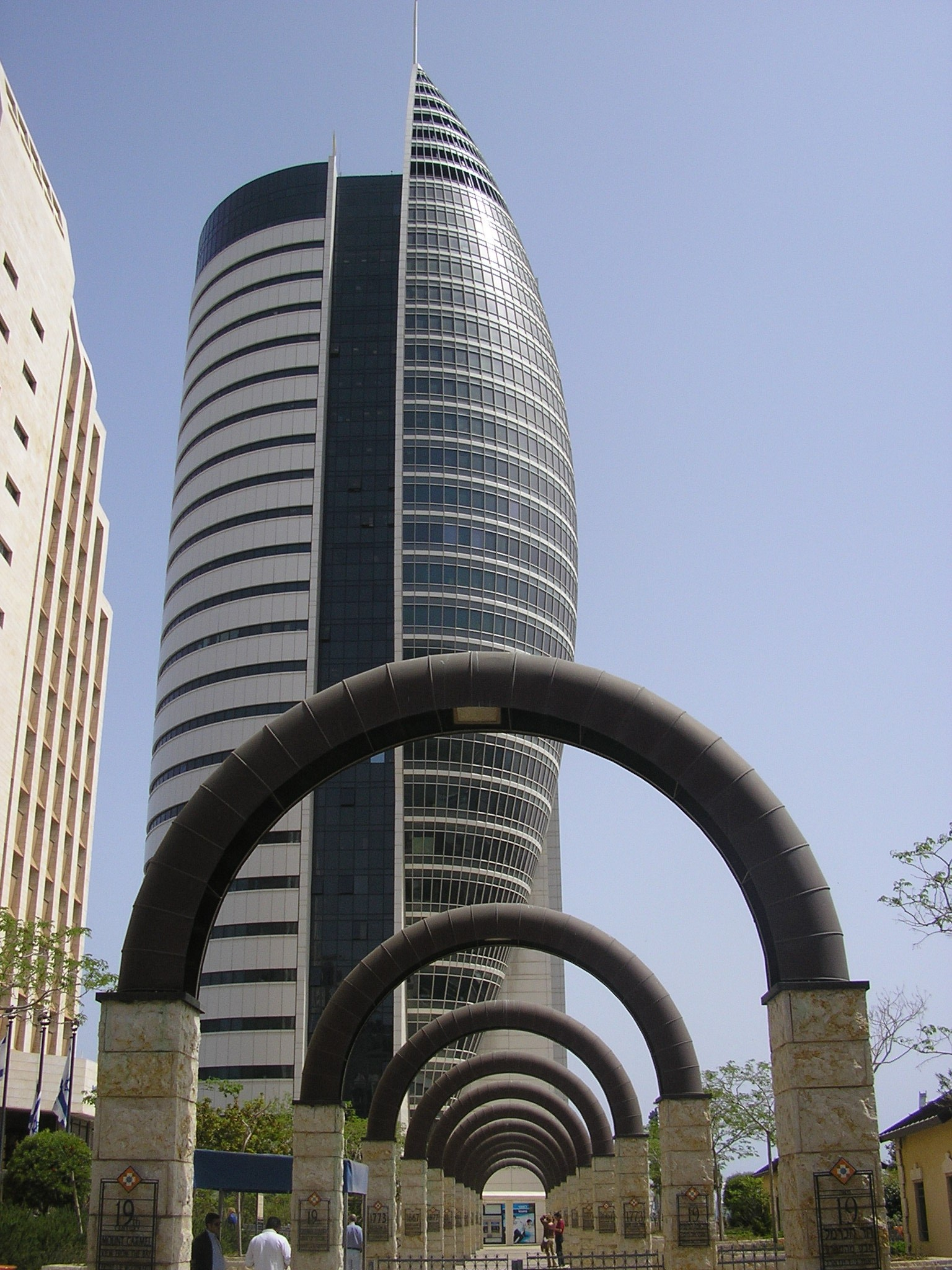
Небоскрёб «Парус» в комплексе правительственных зданий района Нижний город, Хайфа

Нижний город (ивр. העיר התחתית‎) — место, с которого началась история современной Хайфы в 1761 году (Хайфа центр). Нижний город — самый старый район современного города. Находится на историческом побережье, неподалёку от нижней станции метро «Кармелит». В Нижнем городе расположена Центральная станция (Хайфа Мерказ ха-Шмона) Хайфского участка железной дороги Нагария—Тель-Авив. Эта станция не является ни самой большой, ни самой современной, ни даже самой оживлённой. Название «Центральная» сохранилось ещё со времён британского мандата, когда эта станция, обслуживающая примыкающий к ней хайфский порт, была единственной в Хайфе.
В Нижнем городе находятся арабский мусульманский на востоке (Ва́ди-Сали́б) и арабский христианский на западе (Ва́ди-Ни́снас) районы.
Подрайоны Нижнего города:
- Нижний город восток (микрорайоны Ва́ди-Сали́б[англ.])
- Нижний город центр
- Нижний город запад (микрорайоны Немецкая колония, Ва́ди-Ни́снас[англ.]).

В конце XIX века Нижний город представлял собой стандартный османский город-форт — окружённый стенами, то есть прямоугольник со сторонами примерно 1 км на 1,5 км, с воротами по центру каждой стены. Пересечь это пространство из конца в конец, не будучи ограбленным или убитым, для чужестранца было чудом.
Резкий рывок в развитии Нижнего города произошёл в 1905 году, когда турецкие власти открыли станцию османской железной дороги у Нижнего города, там, где сейчас размещается Музей железных дорог. Во время британского мандата (1918—1938) линия побережья была изменена, на осушенной территории англичане построили Хайфский порт (начало строительства 1929 год). Камень для строительства брали в Нахаль- Меарот, тогда и были открыты стоянки древнего человека. Строительство порта предопределило развитие Хайфы как промышленного и экономического центра, а также позволило Хайфе стать морскими воротами Британской Палестины. Хайфа и по сей день является главным пассажирским портом Израиля, одним из двух главнейших промышленных портов Израиля на средиземноморском побережье и главнейшим центром израильской железнодорожной сети.
С течением времени и с ростом города порт и железнодорожная станция сместились к западу, а деловая жизнь поднялась вверх по горе, оставляя Нижний город бедным мусульманским арабским районом. Нижний город в конце XX века являлся центром Хайфской преступности и незаконного бизнеса.

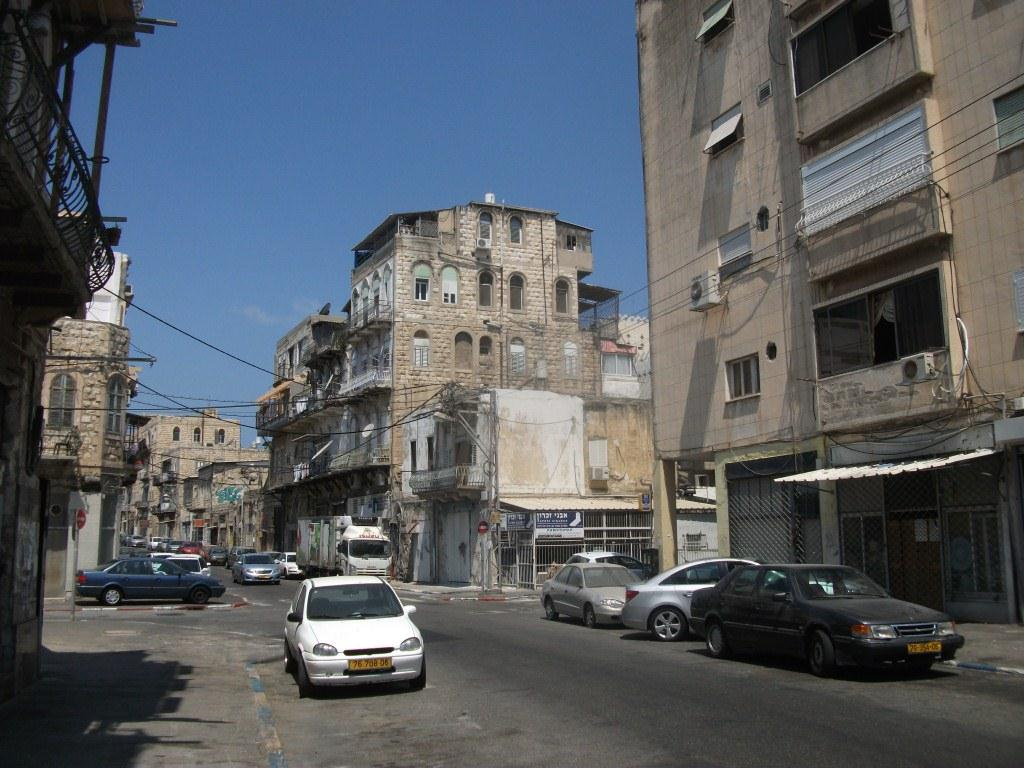
Типичная улица Нижнего города

В результате переноса ряда правительственных учреждений из Адара в правительственный комплекс, выстроенный к 2003 году в Нижнем городе, начался новый виток развития этого района, резко увеличилась стоимость земли в Нижнем городе, что благотворно сказалось на обстановке и внешнем виде района. В соответствии с планом реконструкции, принятым в 2005 году, центральная улица района, проспект Независимости (ивр. דרך העצמאות‎, Де́рех ха-ацмау́т), была реконструирована (увеличена её пропускная способность, отреставрированы здания). В Нижний город были перенесены учебные кампусы и филиалы нескольких колледжей и университетов, в частности, Хайфского университета, колледжа «Дерби», колледжа «Тильтан» и других. В 2013 году по центральной улице района был пущен Метронит", соединивший Хайфу с городами-сателлитами (Крайот).
Часть старых зданий, оставшихся ещё от османского города, можно увидеть неподалёку от правительственного комплекса, между зданием «Zim» и побережьем.
Основные достопримечательности Нижнего города:
- Мечеть и мусульманское кладбище, оставшиеся со времён Оттоманской империи.
- Арабские христианские церкви и церкви греческой христианской общины, а также старые христианские кладбища

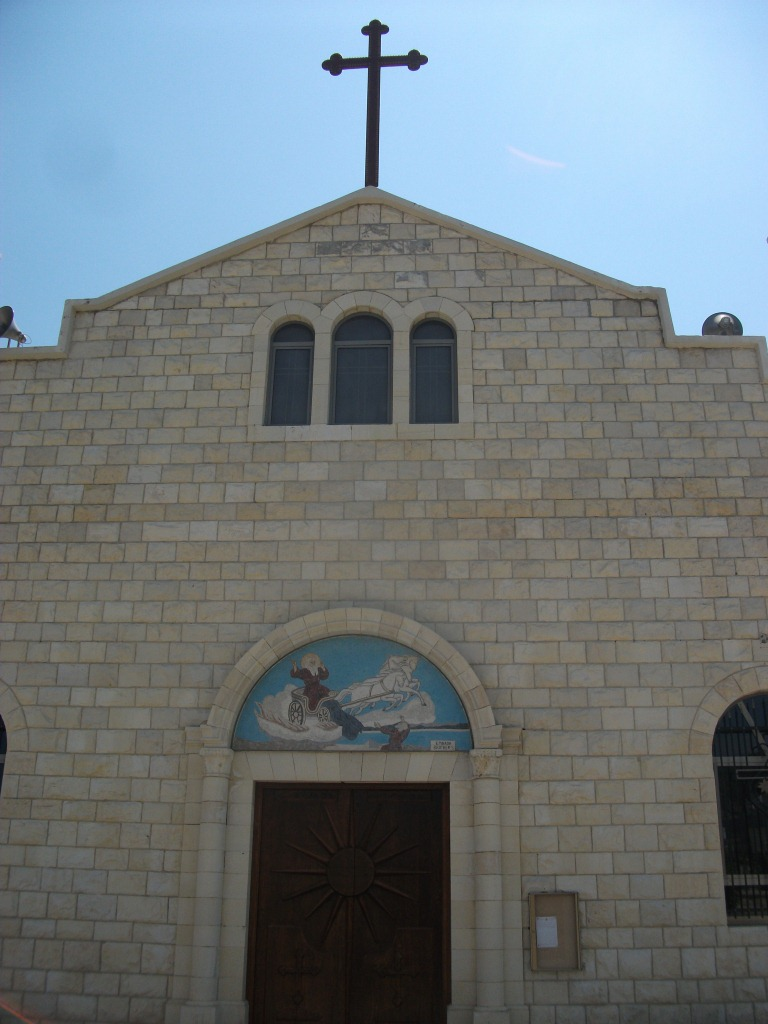
Мелькитская церковь Св. Пророка Илии

- Комплекс правительственных зданий с небоскрёбом «Парус» (ивр. מגדל המפרש‎) и судебным комплексом
- Музей железных дорог[3][19]
- Нижняя станция хайфского метро «Кармелит», в 2018 году сменившая название «Парижская площадь» (ивр. ככר פריס)‎) на название «Нижний город», соединяющая Нижний город с верхней станцией, находящейся в районе Кармель
- Развалины крепости Бурдж а-Салам[ивр.], прикрывавшей хайфский порт (на подъёме к району «Адар»).

Мошава Германит

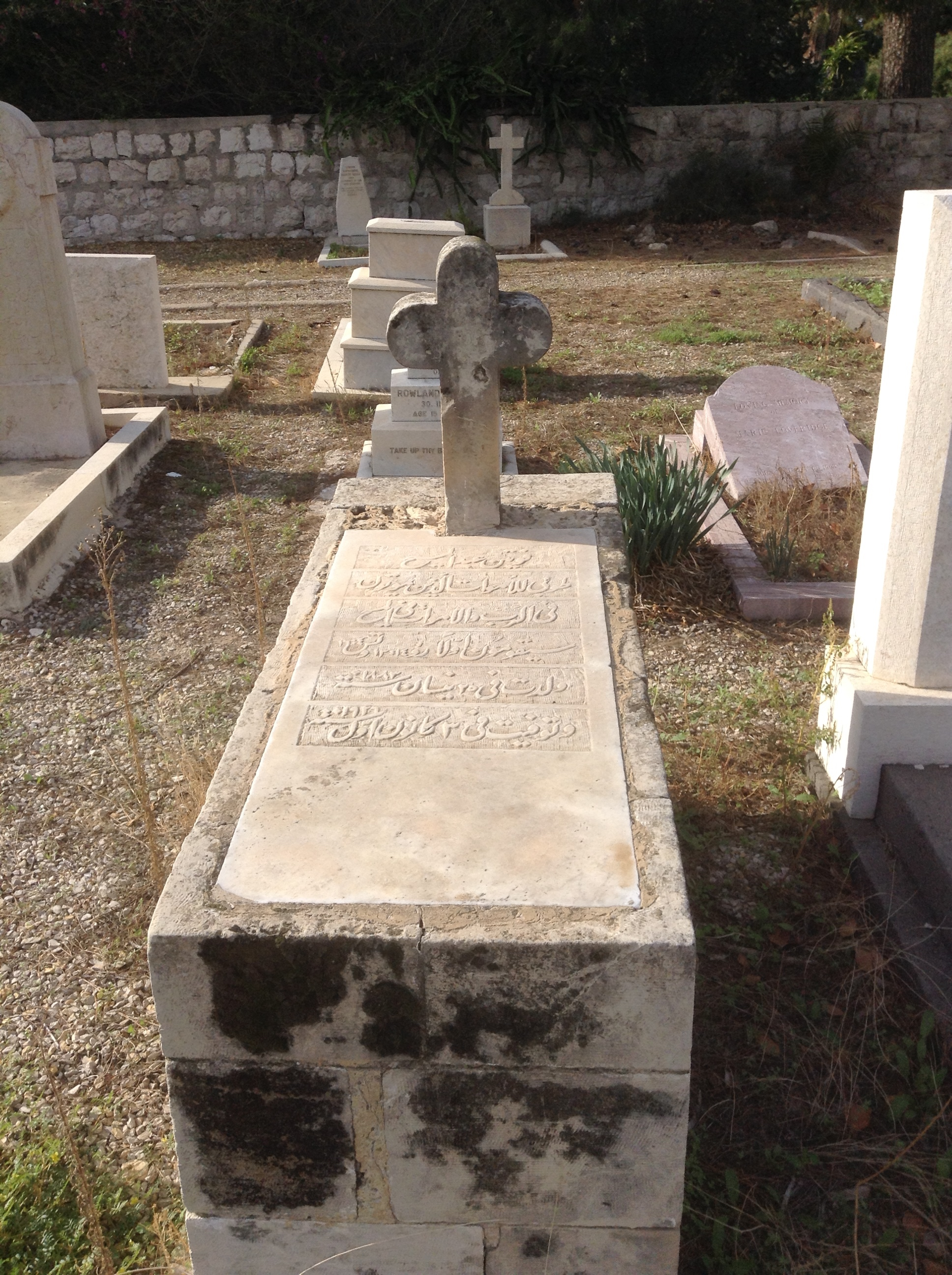
Кладбище арабов-христиан

Мошава Германит (ивр. מושבה הגרמנית‎, букв. — «немецкая колония») — микрорайон подрайона «Нижний город запад», района «Нижний город», выстроенный немецкими христианами-темплерами, которые верили в необходимость восстановления Палестины христианскими силами. Поселение было основано в августе 1868 года. В 1875 году была заложена широкая улица, — ныне проспект им. Бен-Гуриона), — и ещё две, более узкие, ныне улица ха-Ганим и улица Меир.
Темплеры сделали для Хайфы почти столько же, сколько и турки: провели первую рейсовую линию карет из Хайфы в Назарет, создали в Хайфе пожарную охрану и скорую помощь, организовали свою собственную внутреннюю полицию, службу охраны, госпиталь, гостиницу. Именно благодаря темплерам Хайфа стала развиваться как европейский город.
В 1930-х годах в среде темплеров усилились настроения единения с нацистской Германией. Это привело к тому, что Англия, владевшая тогда мандатом на Палестину, сочла нужным расценивать Мошаву Германит как стан врага. Все поселенцы-темплеры были выселены из страны английским правительством. К моменту образования Государства Израиль все темплеры покинули Палестину и обосновались в Австралии.
Основные достопримечательности Немецкой колонии:
- дома темплеров, построенные в конце XIX века и отреставрированные в конце 1990-х.
- Музей Хайфы.
- Множество кафетериев и ресторанов, предлагающих блюда арабской, средиземноморской, балканской, итальянской, магрибской и дальневосточной кухни
- Торговый комплекс City Center
- Нижний уровень террас Бахайских садов.
- Колледж дизайна WIZO[20].
- Районный центр организации Women’s International Zionist Organization. В этом же центре проходили ежемесячные игры Хайфской лиги «Что? Где? Когда?»
- Итальянский госпиталь, обслуживаемый монахинями из монастыря кармелиток
- Дом Лоренса Олифанта.

## Западная Хайфа
Район Западная Хайфа делится на подрайоны:
- Бат-Галим—Кирьят-Элиэзер (микрорайоны Бат-Галим, Станция Кармель, Кирьят-Элиэзер)
- Хоф-Шикмона (микрорайоны Эйн-ха-ям, Кирьят Шпринцак[ивр.], Шаар алия)
- Южный пляж (микрорайоны Неве Давид , Рамат-ха-Наси[ивр.], Неот Перес[ивр.]).

### Подрайон Бат-Галим—Кирьят-Элиэзер
Бат-Галим

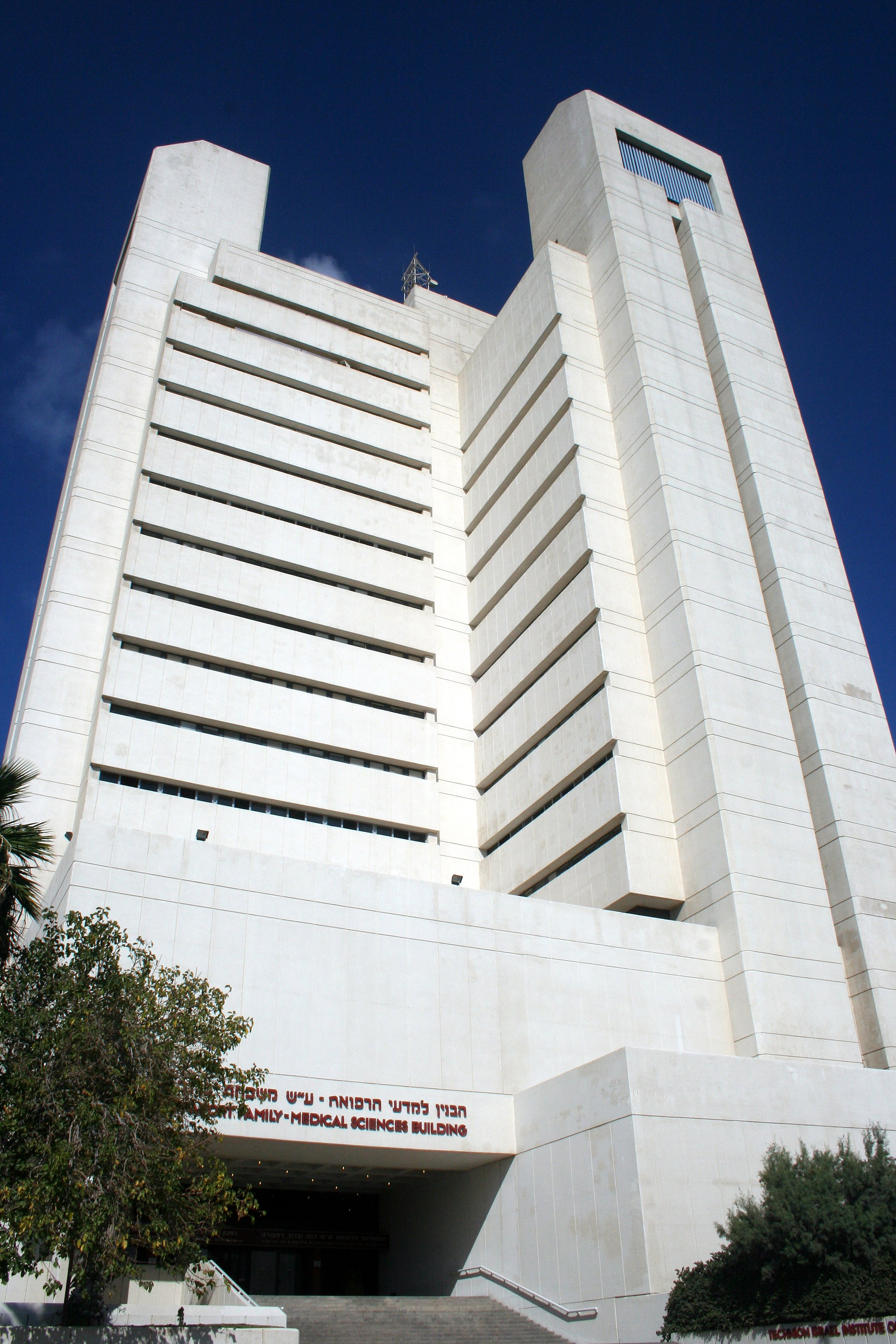
Факультет медицинских наук Израильского технологического института (Технион) рядом с больницей им. Рамбама, Хайфа, район Западная Хайфа, микрорайон Бат-Галим

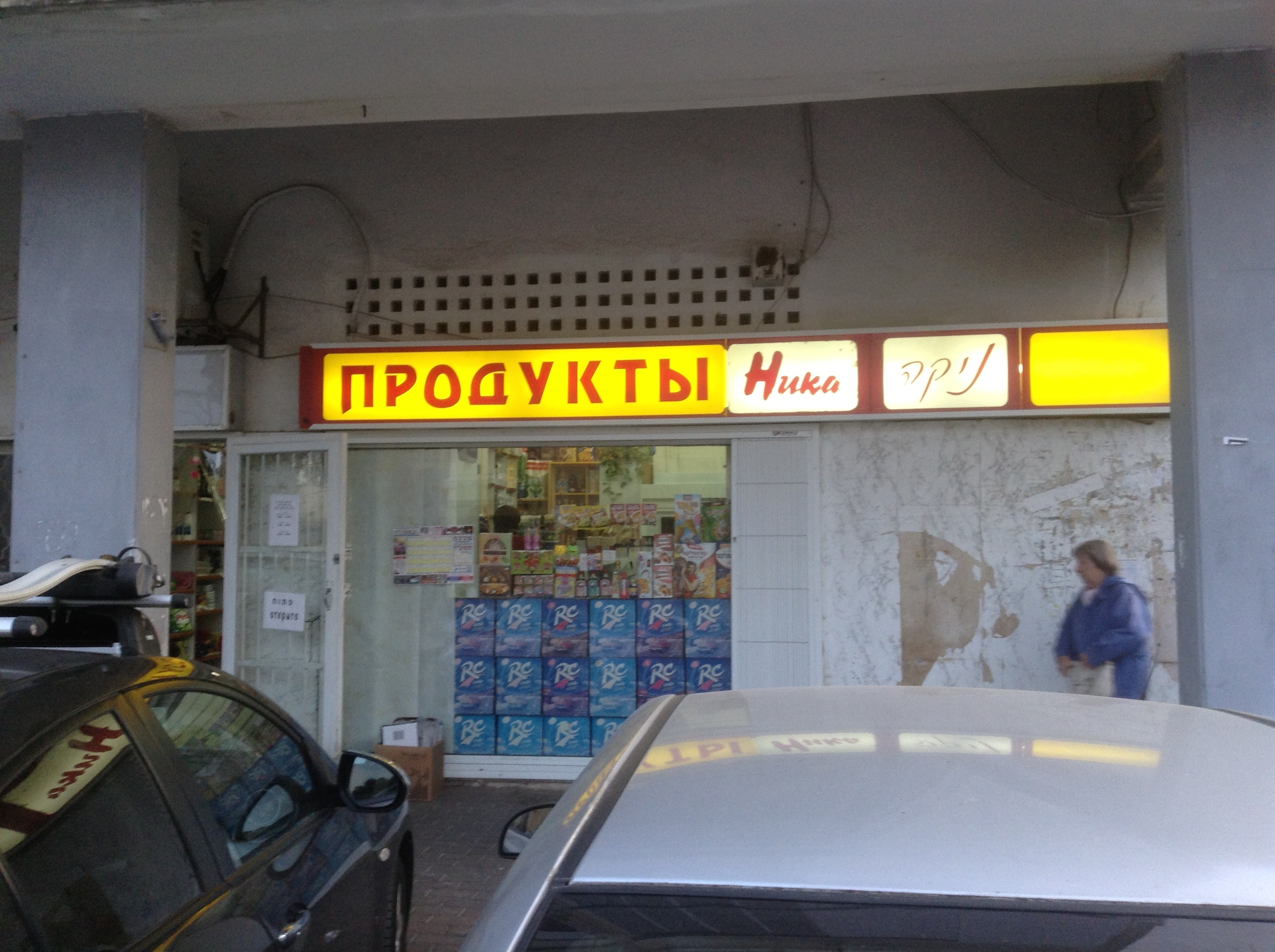
Русскоязычный магазин

Бат-Галим (от ивр. בת גלים‎ — «Русалка», букв. «дочь волн»), микрорайон подрайона Пляж Бат-Галим —Кирьят-Элиэзер, района Западная Хайфа, застроенный еврейскими поселенцами в 1930-х годах.
Район находится на старом городище, где до 1761 года, располагался город Хайфа.
Район Бат-Галим был застроен в начале 1930-х годов.
В районе Бат-Галим в 1936 году был сооружён первый в Хайфе морской пляж. Англичане не устраивали пляжей, потому что рассматривали Хайфу исключительно как перевалочный пункт для сырья, получаемого из подконтрольных им ближневосточных земель. В результате всё побережье Хайфского залива было занято портом. До сих пор хайфские пляжи располагаются только на западе Хайфы, выходя в открытое Средиземное море. Благоустроенный общедоступный пляж Бат-Галим не имеет никаких ограничений на посещение, благоустроенный религиозный пляж xa-Xоф xа-Шекет (ивр. החוף השקט‎) предусматривает раздельное посещение для мужчин и женщин.
Во время Второй мировой войны Бат-Галим был центром нелегальной иммиграции и доставки оружия (см. Музей нелегальной эмиграции и ВМФ).
Вследствие относительной отрезанности района от остального города железной дорогой (вплоть до 2010-х в него вела только одна удобная дорога) район так и не стал деловым центром.
В районе Бат-Галим расположена всемирно известная клиника им. Рамбама, славящаяся своими достижениями в области лечения рака, вирусологии, бактериологии, неврологии и т. п., и множество небольших клиник: ортопедическая, стоматологическая, для детей с проблемами развития и пр.
Набережную Бат-Галима и монастырь Стелла Марис на вершине горы Кармель соединяет построенная в 1986 году первая туристическая канатная дорога . В районе Бат-Галима расположено «Английское солдатское кладбище», Железнодорожная станция «Бат-Галим», Управление северного отделения транспортного кооператива «Эгед», предоставляющего услуги рейсовых городских и междугородних автобусов на севере страны.
Основные достопримечательности Бат-Галим:
- Пещера, в которой, по иудейскому преданию, скрывался пророк Илья (Пещера Илии). (По мнению христиан-католиков, пещера Ильи-пророка находится в районе «Французский Кармель», в церкви Стелла Марис);
- Древние погребальные пещеры, датируемые XVIII веком до н. э. и ранее (в заброшенном состоянии);

Кирьят-Элиэзер
После основания государства Израиль в районе Кирьят-Элиэзер с 1951 года строилось жильё для демобилизованных солдат. В настоящее время в районах Бат-Галим и Кирьят-Элиэзер проживает 19 430 человек.
Кирьят-Элиэзер в Хайфе ещё называют «Русским районом» из-за большого количества проживающих тут выходцев из бывшего СССР, «русских» магазинов. Красивый, зелёный микрорайон с детскими площадками и длинным бульваром граничит с Бат-Галимом и Мошава Германит. В районе расположен ульпан (школа изучения иврита) с общежитием для репатриантов, медицинский центр Лин и итальянский госпиталь, в котором за больными ухаживают католические монахини. Рядом с нижней станцией канатной дороги Ракебель расположены Музей нелегальной эмиграции и военно-морских сил Израиля и Национальный морской музей (иврит).

### Хоф-Шикмона

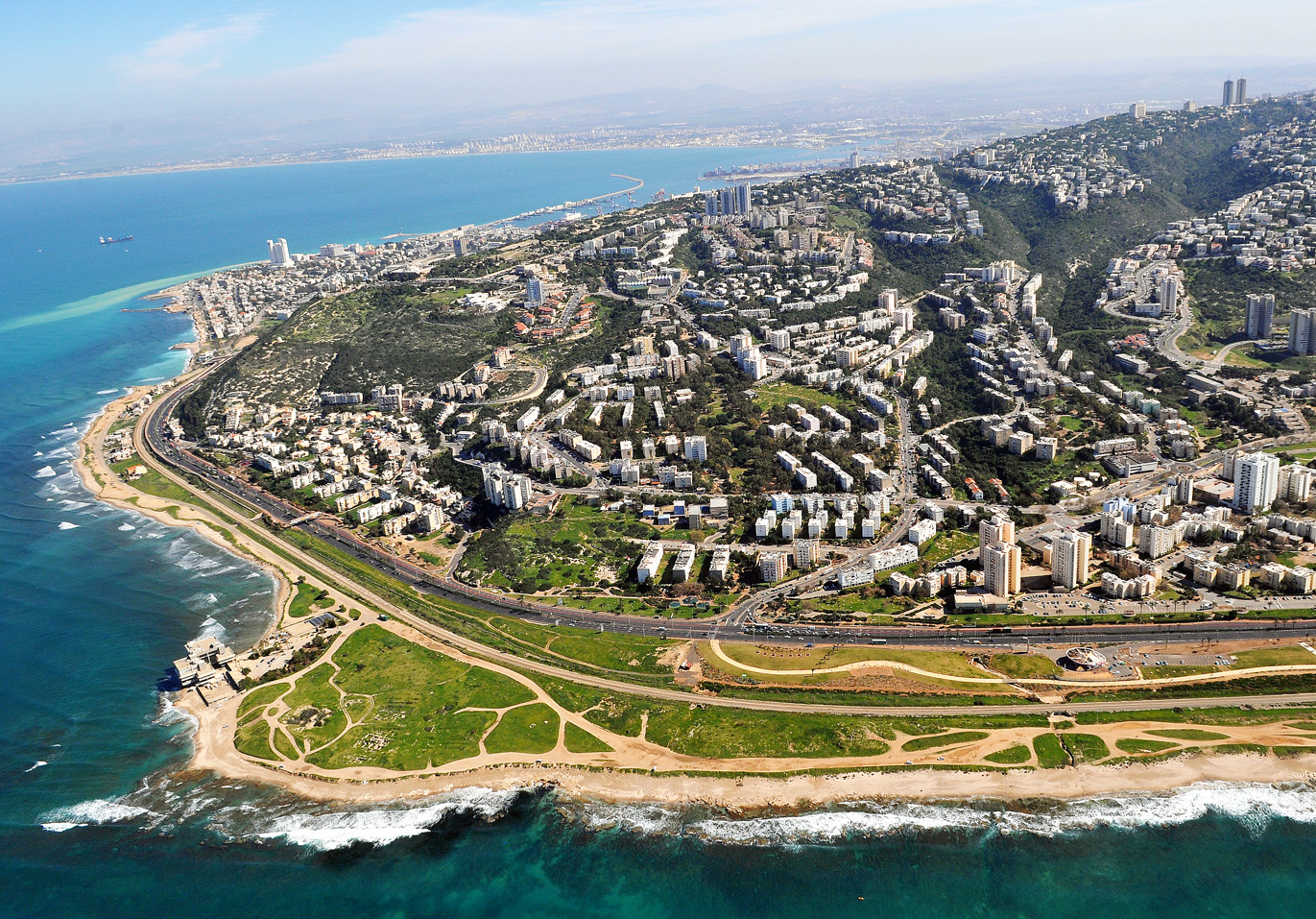
Хоф Шикмона

В подрайоне Хоф -Шикмона района Западная Хайфа проживает 20830 человек, 38,6 % из них являются новыми иммигрантами.
Микрорайоны с севера на юг:
- Эйн ха-Ям,
- Кирьят Шпринцак[ивр.],
- Шаар Ха-Алия.

Напротив микрорайона Эйн ха-Ям, у кромки моря находится древний холм Тель-Шикмона.
Микрорайоны Шаар Ха-Алия и Неве-Давид были первоначально созданы в 1940-х и 1950-х годах в качестве транзитных лагерей для новых иммигрантов (маабарот), когда Хайфа была одним из основных пунктов въезда для иммигрантов. Позже было построено постоянное жильё. В микрорайоне Неве-Давид, , чьи улицы увековечили имена достойных царей Иудеи, расположено несколько школ, начальная школа для детей с особыми потребностями, общественные центры Бейт Фанни Каплан и Неве Давид, муниципальные библиотеки (Неве Давид и Кирьят Шпринцак).
В подрайоне Хоф-Шикмона расположены: океанографический институт (ивр.), археологические раскопки Шикмона, молодёжный клуб, реабилитационный центр Министерства обороны, Военно-реабилитационное центры и госпиталь.

### Подрайон Южный пляж
В подрайоне Южный пляж  находится археологический памятник Неве Давид, место раскопок лагеря охотников-собирателей, живших 18—10 тыс. лет назад.
Транспортная развязка Южная Хайфа была открыта в 1973 году и стала первой трёхуровневой развязкой в Хайфе. На её концах расположена железнодорожная станция Хоф-ха-Кармель, парк Матам, западный вход в Кармельский тоннель, торговый центр Хайфа(1995 год), пляжи. В этом районе расположен стадион Самми Офер.
Рамат ха-Наси
Рама́т ха-Наси́ (от ивр. רמת הנשיא‎ — «Возвышенность президента»), новый район Хайфы, расположенный в южной части города. Жители района имеют высокий социальный статус.
В 2015 году в районе открылся торговый центр. В рамках проекта микрорайона предусмотрена постройка 18 многоэтажек высотой до 22 этажей.
В отличие от районов Нео́т Пе́рес, Рама́т Го́лда, Рама́т Эшко́ль, посвящённых конкретным людям Шимону Пересу, Голде Мейер, Леви Эшколю, район Рамат ха-Наси не посвящён ничьей памяти. Район расположен выше района Неве́-Дави́д. Район Рамат ха-Наси славится самой большой, красивой и функциональной детской площадкой в Хайфе, носящей название «Парк бабочка» (ивр. פארק הפרפר‎, Парк ха- Парпа́р). Название парка связано с его формой, с высоты напоминающей бабочку. Район построен на землях, ранее принадлежавших известной и влиятельной арабско-христианской семье Киа́т. В1979 году семья получила первое разрешение на застройку района, который решила назвать в честь одного из членов семьи, Хаби́ба (ивр. חביב כיאט‎). Однако, семья в дальнейшем продала землю, не воспользовавшись правом застройки. Одна из улиц района названа в честь Хабиба. Остальные улицы района носят природные названия — улица Рифовая (ивр. שונית‎, Шуни́т), Коралловая (ивр. אלמוג‎, Альмо́г). Рядом с районом находится море, электричка, хорошие школы, торговый центр/
Близко от района находится заброшенный сад семьи Киат (ивр. בוסתן כיאט‎), переходящий в пешеходный маршрут ручья Сиах (ивр. נחל שיח‎). В ходе прохождения маршрута по ручью Сиах возможно восхождение по лестницам к району Кабабир, или дальнейшее восхождение вверх к источнику, связанному с именем библейского пророка Елисея, к двухэтажным пещерам, которые, наряду с множеством других, связывают с именем библейского пророка Илии, и развалинам одного из монастырей кармелитов, названного в честь святого Брокарда.

## Кармель

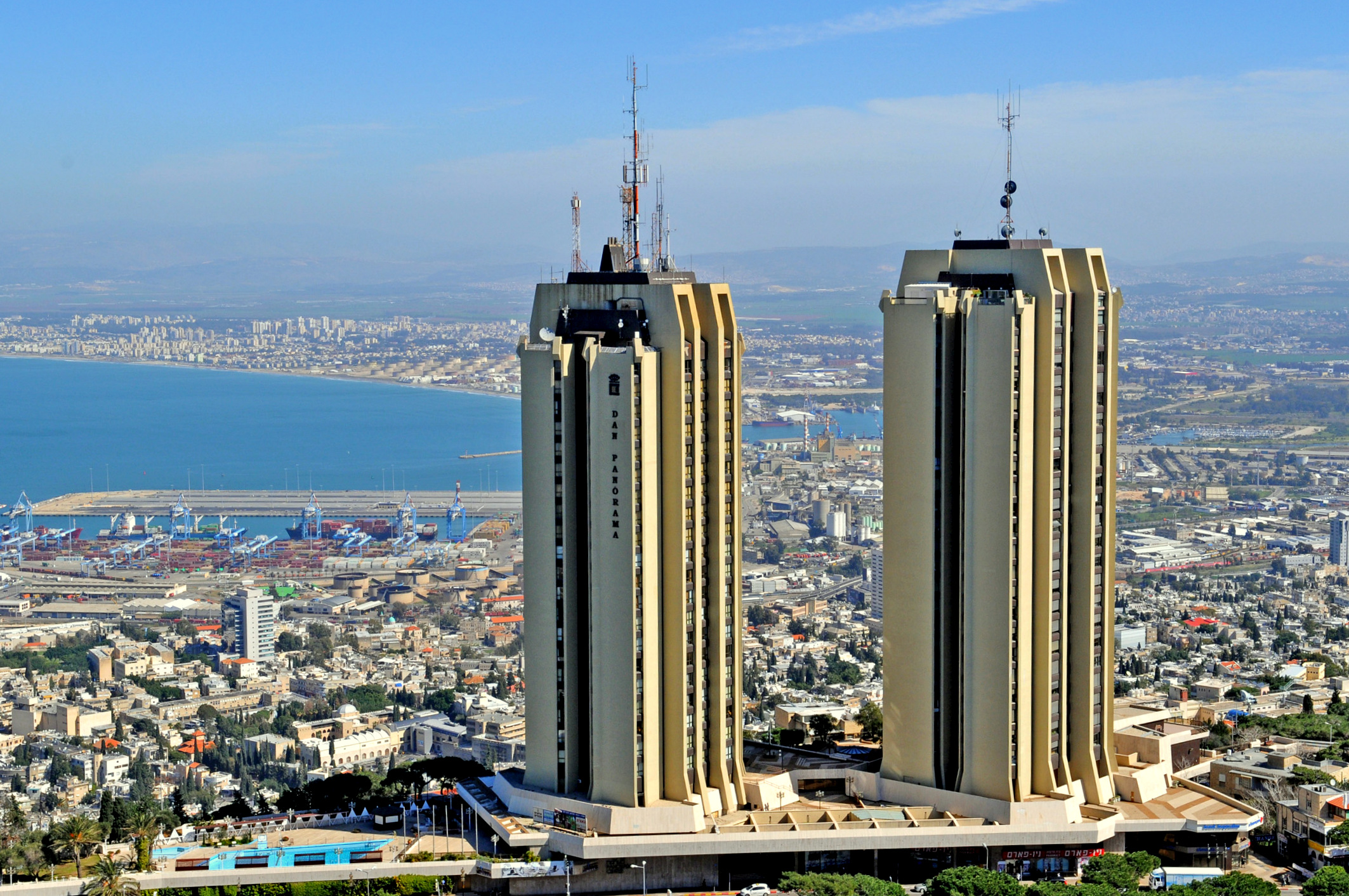
Башни «Панорама», символ Кармеля. Левая башня — гостиница, правая — жилой дом

Район Кармель (ивр. כרמל‎), названный в честь горы Кармель, появляется в 1940-е годы . В течение долгого времени этот район был самым популярным и дорогим районом Хайфы, сейчас это один из самых больших районов города.

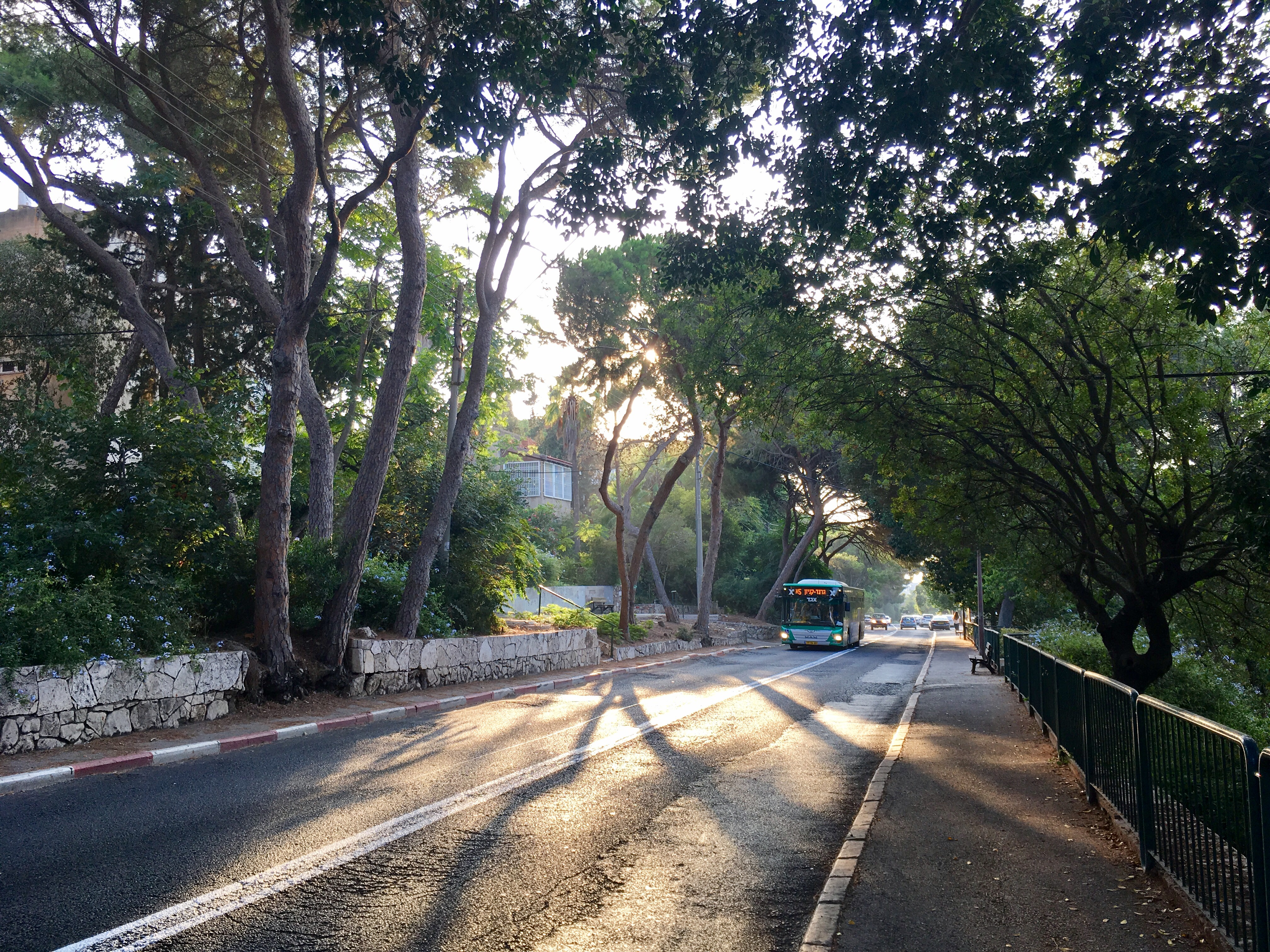
Улица Дерех ха-Ям — соединяет центр Кармеля с пляжем (Хоф Кармель)

С северо-востока район Кармель ограничивается очень крутым спуском вниз, к району «Адар». Благодаря этому спуску с гребня открывается захватывающий вид на Хайфский залив, на побережье Средиземного моря к северу от Хайфы вплоть до Акко, Нагарии и Рош-ха-Никра, на горы Галилеи на северо-востоке и на промышленную зону Хайфы в долине Звулун. Этот вид производит особенно сильное впечатление ночью, в темноте, когда не видно, что море огней внизу — это на самом деле промышленная зона.
Подрайоны Кармеля:
- Кармелия-Вардия (микрорайоны Кармелия (ивр. כרמליה‎), Вардия)
- Центральный и Западный Кармель (микрорайоны Центр Кармеля (ивр. מרכז הכרמל‎, «Мерказ ха-Кармель»), Кабабир)
- Французский Кармель (ивр. הכרמל הצרפתי‎, Карме́ль царфати́) (микрорайоны)

Кармелия-Вардия

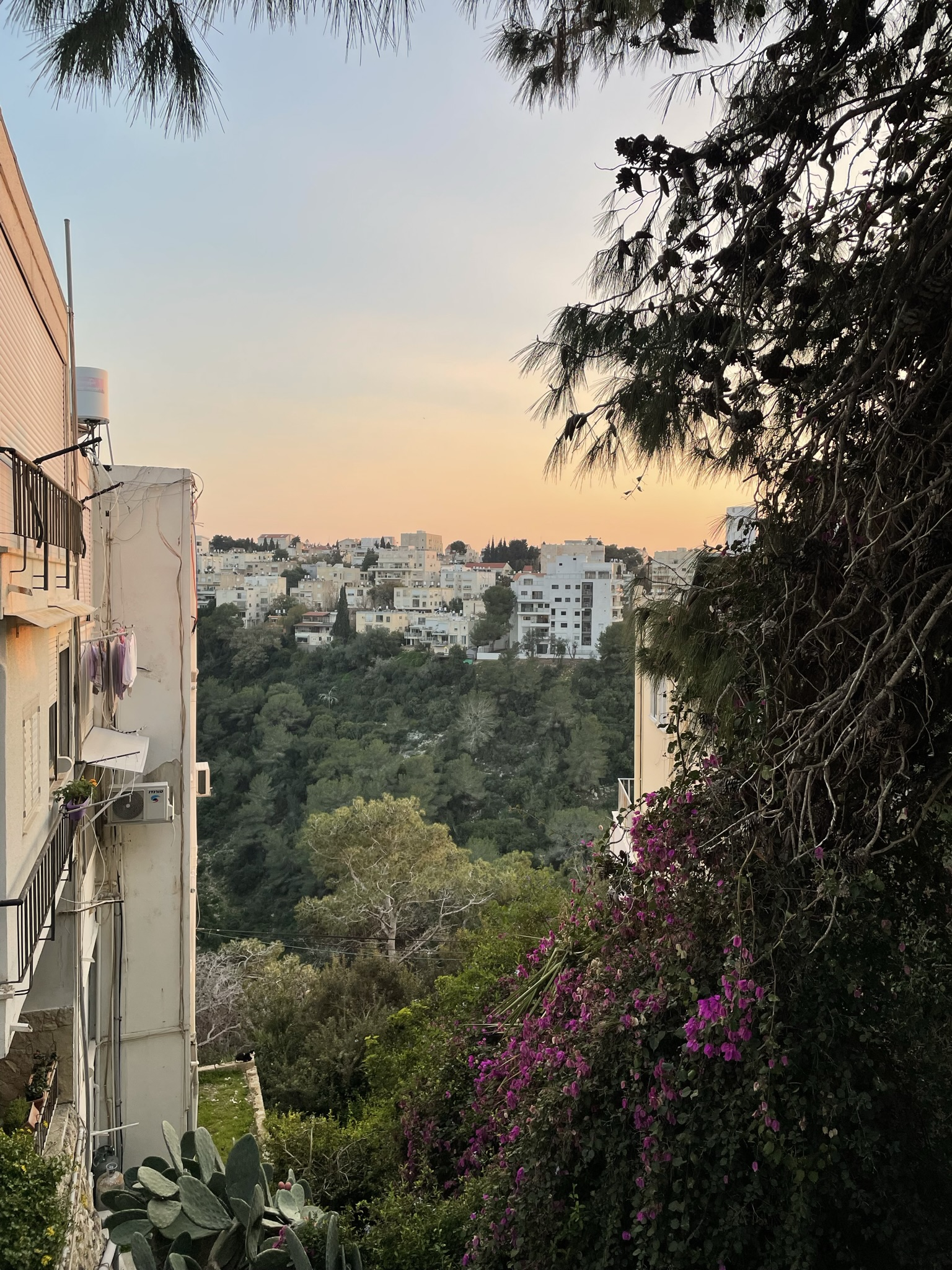
Вид на микрорайон Кармелия из Кабабира

Кармелия и Вардия — это тихие, спальные районы для среднего и высшего класса.
Центральный и Западный Кармель

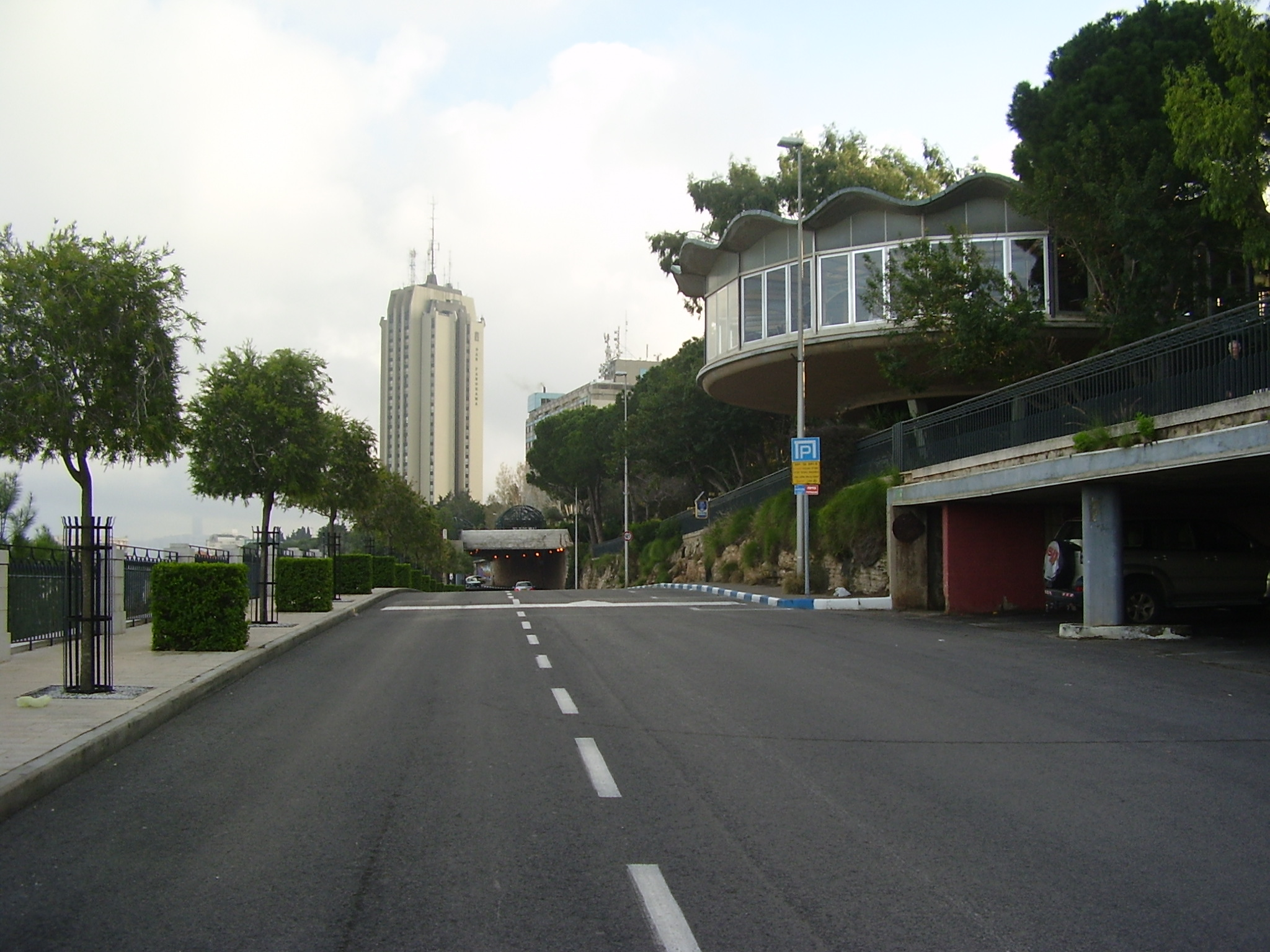
Улица Яфе-Ноф на центральном Кармеле. На заднем плане — две башни «Панорама» (одна закрывает вторую).

Центр Кармеля — это туристический центр города c пешеходным бульваром «Таелет Луи». Бульвар имеет протяжённость больше километра, состоит из парков, пешеходных аллей и обзорных площадок. В одном из парков, разбитых вдоль бульвара, имеется искусственный пруд со скульптурами козлят. За бульваром располагаются две пятизвёздочные гостиницы — «Дан Кармель» и «Дан Панорама». Под отелем «Дан Панорама» (англ.) расположен торговый центр «Панорама» (ивр. מרכז פנורמה‎). Рядом с этими зданиями расположены парк «Ган ха-Эм», верхняя станция хайфского метро «Кармелит», зоопарк, археологический музей, концертный зал «Аудиториум», центр культуры им. Рапопорта, кинотеатр «Синематека», больница «Элиша», церковь русской православной церкви, музей японской культуры.
В парке «Ган ха-Эм» находится обелиск в честь приезда в Хайфу кайзера Вильгельма II. Обелиск был открыт профессором университета Алексом Кармели в 1970-х годах, отреставрирован . Рядом с обелиском находится пушка, как памятник пребывания в Хайфе Наполеона.
Центр Кармеля начал застраиваться в 1940-х годах. Через него проходил единственный путь сообщения между еврейским поселением в районе «Ахуза» и еврейским кварталом Хайфы «Адар». Поскольку арабский район (Нижний город) был расположен ниже Адара, сообщение было относительно безопасным, однако арабы время от времени устраивали вылазки и грабили и убивали путников. Это привело к тому, что еврейские поселенцы стали сначала патрулировать дорогу, а затем построили вдоль неё цепь сторожевых постов.
Пик застройки Центра Кармеля пришёлся на 1960-е годы. Тогда основная деловая жизнь города была сосредоточена на Адаре; район Кармель представлял собой центр новостроек, и многие люди отказывались от квартир на Кармеле ради квартир на Адаре. Вскоре, уже в конце 1970-х, ситуация в корне изменилась: продуваемый с юга и с юго-запада Кармель стал престижным районом, а Адар начал хиреть и стареть.
Сейчас Центр Кармеля является в основном туристическим центром и престижным деловым районом.
Основные достопримечательности
- Монастырь кармелитов и церковь «Стелла Марис»[29];
- Маяк хайфского порта;
- Бахайские сады, верхняя терраса (нижняя находится в Мошаве Германит);
- Верхняя станция хайфской канатной дороги Ракабель (нижняя находится в районе Бат Галим);
- Пешеходный бульвар «Таелет Луи»[27];
- Верхняя станция хайфского метро «Кармелит» под названием «Ган а-Эм»[28] (ивр. גן האם‎). (Нижняя станция находится в районе «Нижний город»);
- Музей японского искусства «Тикотин»[10](см. фото) Архивная копия от 24 июня 2006 на Wayback Machine;
- Церковь Ильи пророка Русской духовной миссии в Иерусалиме; Русской православной церкви;
- Киноцентр «Синематек»;
- Концертный зал «Аудиториум»;
- Центр искусств им. Рапопорта;
- Зоопарк с ботаническим садом;
- Археологический музей (на территории зоопарка);
- Музей художника Мане Каца;
- Дом инженера Пинхаса Рутенберга[10]
- Гостиницы, пабы, рестораны;
- Центр прогрессивного иудаизма.

Кабабир (כאבביר)— мусульманский район с впечатляющей мечетью.

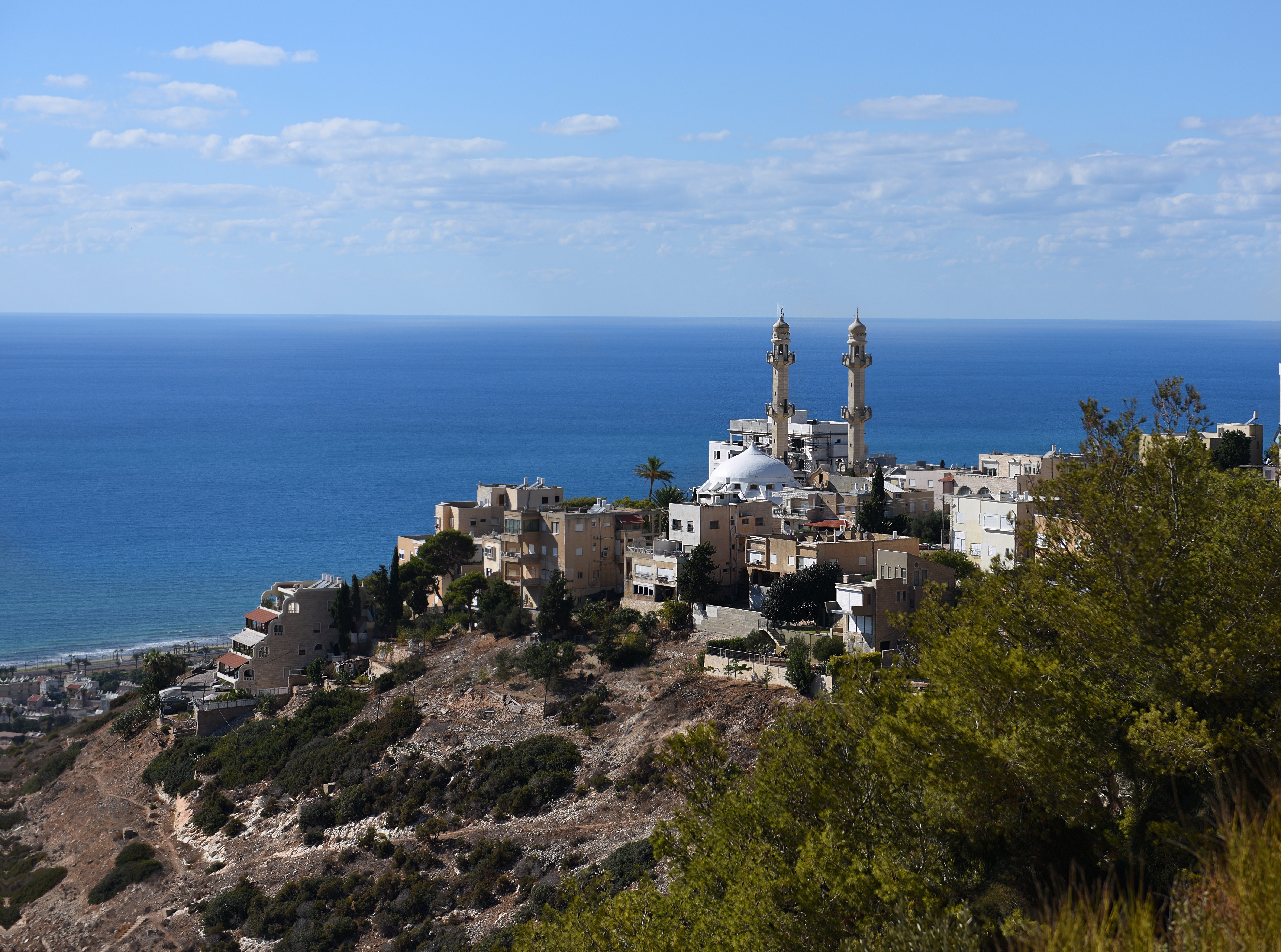
Вид на Кабабир

Район арабов-мусульман из общины Ахмадийя. Расположен на юго-западном отроге горы Кармель, недалеко от района Кармель и зоопарка. Являет собой мусульманский анклав в центре еврейского города. Доступ в район — по двум улицам от проспекта Мория. В центре района находится мечеть ахмедитов с двумя минаретами (см. фото). Внизу, у подножия Кармеля огромное хайфское кладбище (с 1936 года) на месте арабской деревни Кфар-Самир.

### Французский Кармель

Потолок церкви «Стелла Марис»

Французский Кармель (ивр. הכרמל הצרפתי‎) получил своё название в честь расположенного на территории этого района монастыря кармелитов, которые в большинстве своём были французами, и в честь школы для детей, над которой развевался французский флаг. Этот район занимает северо-западную скалистую оконечность хребта Кармель.

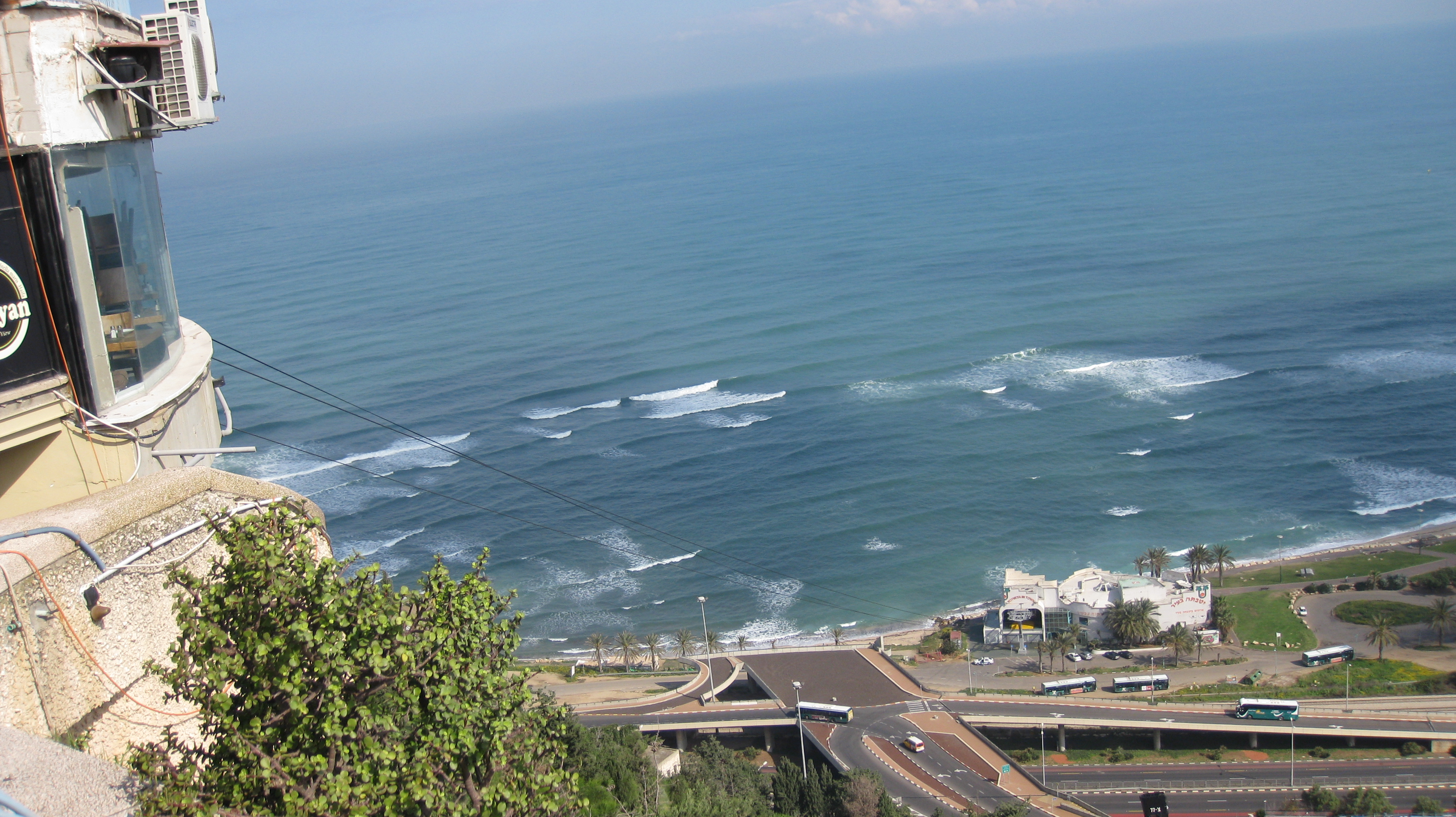
Верхняя станция хайфской канатной дороги. Вид на нижнюю станцию в микрорайоне Бат Галим

На Французском Кармеле расположен маяк, с которым связана занимательная история времён Войны за Независимость. В районе расположен монастырь кармелитов, церковь «Стелла Марис». Кроме того можно посетить верхнюю станцию хайфской канатной дороги. Из образовательных учреждений в районе располагается центр просвещённого иудаизма и школа «Лео Бек», названная в честь философа Лео Бека. По району пролегает путь с вершин хребта вниз, на запад, к приморскому району Шпринцак; улица, ведущая от Центра Кармеля вниз, называется Французской дорогой («Дерех Царфат»).
Застраивался в основном в 1940—1980-х годах, однако некоторые здания появились в этом районе намного раньше — в основном, люди селились вокруг нынешнего местоположения монастыря кармелитов. Ныне Французский Кармель — тихий, спальный район для среднего и высшего класса.
Монастырь кармелитов
Застройка Кармеля в основном пришлась на то время, когда уже было основано Государство Израиль, однако многие его части были застроены задолго до возникновения других районов города. Например, ядро монастыря кармелитов образовалось в XI веке. Община получила признание и название «кармелитской» в 1209 году с позволения латинского патриарха Альберта Святого. В 1263 году в месте, сейчас находящемся в пределах Французского Кармеля, был построен монастырь, просуществовавший всего 28 лет.
В 1767—1774 гг. Джамбатистой было построено новое здание, которое в 1799 году было разграблено турками, преследовавшими нашедших в монастыре приют больных и раненых солдат наполеоновской армии, потерпевшей поражение у стен Акко. Солдаты были перебиты, строение разрушено, а изгнанные монахи вынуждены были уйти в Европу. Добившись официального разрешения на возврат собственных земель, члены Ордена вновь воздвигли под руководством Казини церковь, начавшую функционировать в 1836 году. Все остальное пристроилось позже.
Главной частью монастырского комплекса является собор, получивший от римского папы почётное звание «Церкви-матери» и статус мирового центра кармелитского ордена. Кроме собора, в монастыре имеется ряд служб, учебных и жилых помещений, прекрасная библиотека и музей с находками, обнаруженными на месте византийского монастыря, где во времена крестоносцев была крепость тамплиеров.

## Адар
Адар (ивр. הדר‎) — первый еврейский квартал Хайфы, располагается на плато между расположенным на вершине горы Кармель районом Центр Кармеля и Нижним Городом. Название, по общепринятой версии, происходит от ивритского слова «нехедар» (ивр. נהדר‎) — «прекрасный».
С северо-запада Адар ограничивается районом арабов-христиан Вади-Ниснас, а с востока — ручьём ха-Гиборим и районом религиозных иудеев Рамат-Вижниц. Оба эти района часто включаются в Адар, как в повседневной речи, так и административно, однако разительно отличаются от Адара по составу населения, поэтому вынесены в отдельные описания.
Адар занимает площадь 2,83 км² и составляет 4,4 % территории Хайфы. Население района 37 170 жителей, что составляет 14 % населения города. Адар лежит на северном склоне горы Кармель между площадью Кармель и Нижним городом. В настоящее время в районе проживают многочисленные новые иммигранты, в основном из бывшего Советского Союза.
Главная улица — улица Герцль — оживлённая торговая улица со множеством магазинов, базаров и стоковых центров. Некоторые образовательные учреждения, такие как Технион — израильский технологический институт и средняя школа Хиач были перемещены в другой район, другие — Хадаш, Бялик и Эвен-Пина институты закрыты.
Как и в случае с районом «Кармель», под общим названием «Адар» скрываются несколько районов: Нижний Адар, Центральный Адар и Верхний Адар.
В Западном Адаре проживает 7940 человек, из которых 62 % составляют арабы. В этом районе расположены Сады Бахаи и Всемирный Дом Справедливости. Сады Бахаи спускаются вниз по склону горы Кармель к району Немецкой колонии и являются одной из главных туристических достопримечательностей Хайфы и получили статус объекта Всемирного наследия ЮНЕСКО. Рядом с Бахайскими садами расположен «Сад скульптур Урсулы Мальбин». Также на Адаре расположены художественные галереи, антикварные магазины и небольшие кафе, а также Бейт Шагал — центр художников и скульпторов.
В Адар Элион (Верхнем Адаре) проживает 10 340 человек. Район содержит много анклавов харедим (ультраортодоксальных евреев) и соответствующих учреждений.
Адар Мерказ (Центральный Хадар) считается сердцем Адара с населением в 9450 человек. Здесь расположены Муниципальный театр Хайфы, Израильский национальный музей науки, технологий и космоса («МадаТек»), Центральная библиотека, несколько парков, отели, офисно-торговые центры.
В Восточном Адаре проживает 9440 человек. Район разделён на три окрестности: Ялаг, Геула и Рамат Вижниц. Первые два из них являются одними из старейших еврейских районов Хайфы. Геула и Рамат-Вижниц населены в основном ультраортодоксальными евреями. Район Рамат-Вижниц — это особый район, где большинство жителей принадлежат к хасидской общине (вижницкие хасиды) во главе со своим собственным Ребе.
Через район Адар проходит подземный фуникулёр Кармелит.

## Неве-Шеанан-Изреелия
Подрайоны:
- Спуск Неве-Шеанан[ивр.] (микрорайоны: Халиса[ивр.] , Тель-Амаль, Неве-Йосиф, Неве-Паз)
- старый Неве-Шеанан
- Изреелия

В первые годы после окончания Первой мировой войны хайфские евреи обратились к англичанину профессору Патрику Гедесу с просьбой порекомендовать земли для приобретения земель для нового района. Он предложил на склоне Красного Кармеля (Кармель-аль-Ахмар) плоскогорье (Перс-аль-Саад), здесь можно было приобрести 1000 дунамов по цене 8 лир за дунам. Однако создание оторванного от города нового района, не имеющего никакой даже первичной инфраструктуры, казалось очень дорогим.
В 1920 году Иехошуа Ханкин приобрёл для компании «Ахшарат ха-ишув» территорию нынешнего Наве-Шеанана. После заключения сделки с хозяевами земель было основано общество «Наве-Шеанан» («Обитель спокойствия», Исаи. 33:20), которое включало 240 человек. В начале 1922 года среди них была разыграна лотерея на приобретение участков площадью в 2 дунама, стоимость которых поднялась до 27 лир, а для участков с видом на море — 37 лир.
В 1922 году был основан Неве-Шеанан, первый еврейский район Хайфы, находящийся в отдалении от компактного проживания евреев. Первоначальную планировку выполнил архитектор Рихард Кауфман. Улицы были названы в честь погибшего Иосифа Трумпельдора в связи с Беспорядками в Тель-Хай 1919 года и Ха-Галиль (Галилейская), а школа была названа «Тель-Хай» .
Неве-Шеанан, как и арабский район Халиса и микрорайон Чек-Пост относится к Восточной Хайфе. От района Адар отделён ручьём Гиборим и его притоками (Шеанан, Зив, Ремез, Вардия, Тен). В 1927—1928 году через ручей был построен мост Рушмия, что имело большое значение для развития районов Халиса, Адар и Неве-Шеанан.

### Изреелия

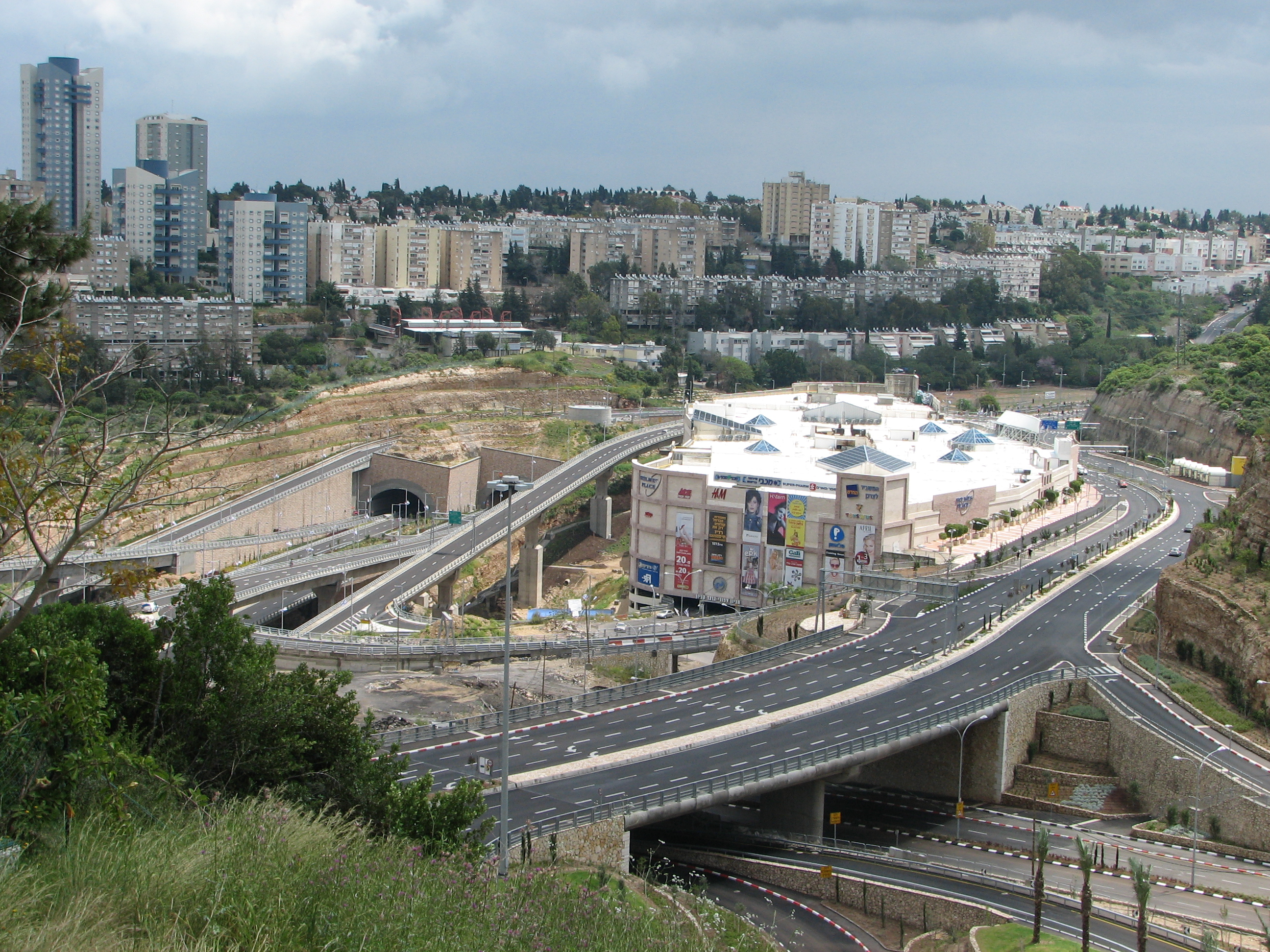
Дома района Изреелия, справа Торговый центр Гранд Каньон и Развязка Руппин, соединяющая Нижний город и Кармельский тоннель с районами Наве-Шеанан и Кармель

Район Изреелия, в котором в 2007 году проживало около 10 770 человек, был построен после эвакуации транспортных средств с высотными зданиями и колоннами «железнодорожных зданий». Главная улица — Абба Хилель Силвер. Здесь находятся школы Динур и Изреелия, а также «Дом Абба Хуши» — культурный центр. Первые жилые башни в Хайфе были построены на улице Силвер, в 1969 году — высотой 65 метров. На окраине микрорайона в 1980 году был открыт сад «Спортек». Рядом с ним, на склоне Вади, расположен Торговый центр Гранд Каньон, крупнейший торговый центр в Израиле, строительство которого сопровождалось общественными спорами. В 2010 году Развязка Руппин соединила Кармельский тоннель с Наве Шеанан.
На западной окраине Изрнелит и Наве-Шеанан находился британский военный лагерь, где во время Мандата размещались солдаты Легиона. Этот лагерь потом стал одной из военно-морских баз и был в конечном итоге заброшен.

## Рамот Неве-Шеанан
Зив
Район Зив, центральный из микрорайонов Неве-Шаанан, был основан через несколько лет после основания Неве-Шаанан. В 1930-х годах Абба Зив (умер в 1946 году) иммигрировал из Риги, Латвия, в Хайфу, основал (вместе с Йосефом Канцелбогеном) «Боней Хайфа» и приобрел около 300 дунамов земли. Первые дома были заселены в 1936 году. Строительство  характеризуется широкими дворами и большим расстоянием от одного дома к другому. Большинство зданий были построены в 1950-х и 1960-х годах. С 1990-х годов многие дома были куплены, снесены и заменены многоэтажными домами, а иногда и двумя зданиями на одном участке.
Расширенный район включает в себя западную часть бульвара Трумпельдор, улиц Шалом-Алейхем и Гильбоа, улицу Берла Кацнельсона, которая окружает Зив в виде полукруга, и небольшие кварталы «Шахар». На пересечении бульвара Трумпельдор и улицы Шалом-Алейхема ранее была площадь с фонтаном. Идентификация «площади Зив» была сделана с расширением и приятным.
Улицы, выходящие с площади, были бульваром Трумпельдор и улицам Шалом-Алейхем и Берл, которые всегда служили главным деловым центром всего Неве-Шаанан, и здесь можно найти отделения банков, офисов, ресторанов и магазинов всех видов. Рядом с площадью был бывший кинотеатр «Зив», который был закрыт, а также супермаркет, который в течение десятилетий принадлежал кооперативном объединению «Хацархан» и был продан ультраортодоксальной сети магазинов «Бар-коль».
По соседству находится Публичная библиотека, а рядом с ней — Местная администрация. «Открытая школа имени Берри» также находится по соседству, как Ха-шомер ха-цаир[уточнить] и гнездо рабочей и учащейся молодежи. К востоку от него, рядом с Технионом, находится Городской спортивный стадион и спортивный центр.
Рамат-Хен
Рамат-Хен — самый новый жилой район в Хайфе. Строительство было завершено в первом десятилетии XXI века на холме, который раньше назывался «Холм подрядчиков» к востоку от Рамот-Сапира. На юге ограничен дорогой Ханкин, расположен к западу от Поток-Ремез и Рамот-Сапира, к северу от Неве-Шаанан и дороги Симха Голан, и на востоке граничит с районом Зив. Это небольшой район, в котором в 2007 году проживало около 1700 человек, в основном это дома и коттеджи. Население среднего и высокого класса.
Рамот-Ремез
Рамот Ремез был основан в 1949—1950 как жилищный проект для пожилых членов союза Гистадрут Клалит. К ним присоединились профессиональные военные.
Спальный район на отрогах горы Тлалим, на которой расположен Хайфский университет. Географически окружён: с севера — районами Рамат-Сапир и Рамат-Хен, с северо-востока — перекрёстком Зив, с востока — кампусом Техниона и районом Рамат-Алон, с юга (выше по склону горы) — районом Рамат Альмоги. Район застроен в пятидесятые-шестидесятые годы XX века, хотя дома выше по склону горы построены в 1970-х годах, размеры квартир и количество комнат в них редко оказывается большим. Сочетание низкого муниципального налога и невысокой стоимости съёмного жилья привлекает в район небогатых репатриантов, пенсионеров. Близость района к Техниону и Университету привлекает множество студентов. Достопримечательность района — обширный парк. Попытки со стороны муниципалитета увеличить этажность домов в районе, либо построить на месте парков новые жилые дома, встречали активное сопротивление местных жителей. Благодаря экспериментальной реформе автобусного сообщения (проект «Шхунатит») автобусное сообщение с другими районами города улучшилось. Значительная часть жителей района, однако, считает, что данная реформа ущемила их интересы и ухудшила в районе ситуацию с транспортом.

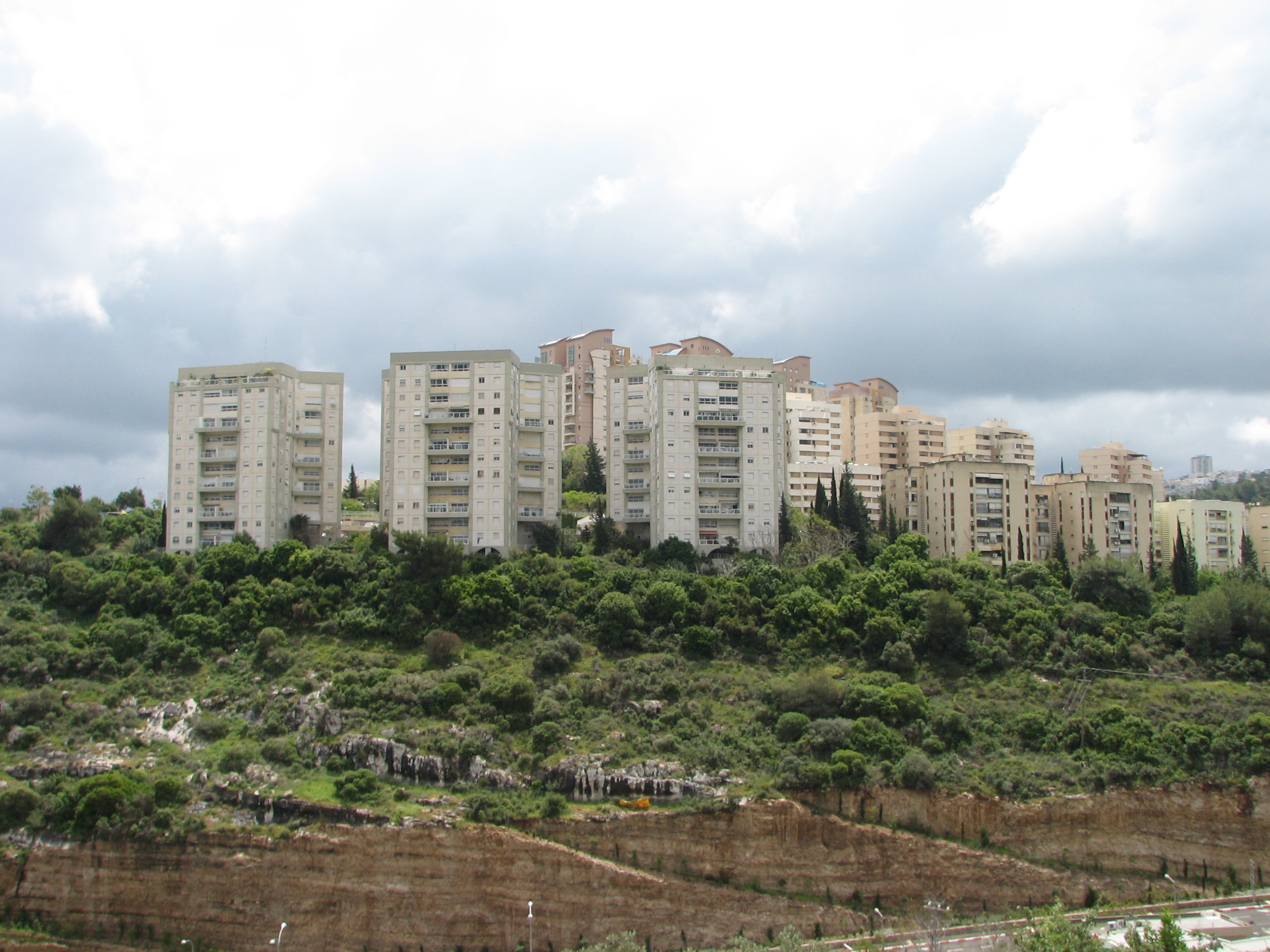
Рамот-Сапир
Небольшой район Рамот-Сапир был основан в 1980 году и застроен высотными зданиями, состоящими из восьми и более этажей, в то время как соседний Рамат-Хен, основанный в 1990-х годах, состоит из таунхаусов. В Рамат-Сапир находится небольшой торговый центр, несколько общественных мест, и следующие учреждения:
- Начальная школа Хабоним
- Начальная школа Фихман
- Общественный центр Рамот
- Гериатрической реабилитационный центр Флиман
- Дом пенсионеров
- Клуб пенсионеров
- Семейная Клиника (Типат Халав)

## Рамот Кармель
Ахуза
Строительство района началось в 1925 году, здесь были одни из первых поселений на горе Кармель.
В районе Ахуза сегодня проживает 5630 человек. У района очень хорошее расположение, высококлассная прилегающая территория со смешанным населением. Наряду с районом Неве- Шаанан, он также является одним из двух основных мест концентрации англоязычных иммигрантов в Хайфе. Здесь существует большая религиозная общины и всевозможные религиозные институты. Многие учёные и специалисты живут в Ахузе. Район в основном состоит из небольших жилых построек (6-12 семей), а также нескольких частных домов. В этом районе расположены несколько школ, клуб пенсионеров, Дом престарелых, больница Кармель, отель.
Ромемa
В районе Ромемот проживает 8340 человек. Район состоит из Старой и Новой Ромемы. Эти районы были созданы в 1950-х и 1960-х годах и затем расширены в 1980-х и 1990-х. В обеих Ромемах достаточно смешанное население, включая молодых и пожилых людей, новичков и коренных израильтян, религиозных и нерелигиозных жителей. В районе расположены начальные школы, муниципальный спортивный центр, центр молодёжного движения, место раскопок Рош Майя, городская библиотека, отели, студенческие общежития.
Дэния
Дэ́ния (ивр. דניה‎) — один из самых престижных районов Хайфы. Застроен в 1980-х и позднее. Район получил своё название по названию строительной фирмы «Danya Cebus». Название «Дэния» совпадает с архаическим названием Дании на иврите, и одна из улиц района названа в честь этой страны. Другие улицы района названы в честь других государств — Финляндии, Италии, Швеции.
В районе практически отсутствуют многоэтажные жилые дома; он застроен одно-двух-трёхэтажными виллами и коттеджами на одну-две семьи, многие — с бассейнами. Вследствие географических особенностей местности, район вытянулся длинным узким «языком», нижняя часть которого практически соприкасается с городом-сателлитом Хайфы Тират ха-Кармелем. Сообщение с остальным городом ведётся всего лишь через два перекрёстка, расположенных в самой верхней части района. Таким образом, с точки зрения городского планирования район Дэния представляет собой тупик. Это обеспечивает отсутствие шумных клубов, деловых центров, широких дорог и т. п., иными словами — тишину и покой в районе.
В течение многих лет витают идеи объединить нижнюю часть Дэнии и верхнюю часть Тират ха-Кармель и построить широкую дорогу, соединяющую побережье Средиземного моря и гребень горы Кармель, проходящую через Тират ха-Кармель и Дэнию. Такая дорога, позволяя разгрузить чрезвычайно перегруженное шоссе им. Фрейда, одновременно сделает Дэнию очень шумным районом с большим количеством транзитных машин, и в результате цены на жильё в Дэнии катастрофически упадут.
Достопримечательности Дэнии:
- К району Дэния примыкает кампус Хайфского университета. В кампусе находятся: музей им. Реувена Хехта, музей древнего корабля, галерея искусств и обзорная галерея (в башне «Эшколь»). В кампусе Хайфского университета с 2022 года работает верхняя станция хайфской пассажирской канатной дороги, соединяющей Хайфский университет, Технион и Чек-Пост.
- К району Дэния примыкает национальный парк и заповедник горы Кармель.